# بيدرو دومينغو موريلو
بيدرو دومينغو موريلو (بالإسبانية: Pedro Domingo Murillo)‏ هو محامي بوليفي، ولد في 17 سبتمبر 1757 في لاباز في بوليفيا، وتوفي بنفس المكان في 29 يناير 1810 بسبب شنق.